# Llerena
Llerena è un comune spagnolo di 5 525 abitanti situato nella comunità autonoma dell'Estremadura.